# Frau Major und ihre Soldaten zum Krieg in Europa
Frau Major und ihre Soldaten zum Krieg in Europa ist ein deutscher Dokumentarfilm von Rita Knobel-Ulrich aus dem Jahr 2022, der am 12. April 2022 erstmals bei Das Erste ausgestrahlt wurde.

## Inhalt
Der Dokumentarfilm begleitet Anfang 2022 nach dem russischen Überfall auf die Ukraine den beruflichen wie privaten Alltag von Major Tina Behnke, Kompaniechefin in der Franz-Josef-Strauß-Kaserne. Ihr Mann ist Fallschirmjäger und zum Zeitpunkt des Films im Saarland stationiert, während der Dreharbeiten heiraten sie.
Der Dokumentarfilm reflektiert die Veränderungen, die der Angriffskrieg in Europa mit sich gebracht haben.